# Hitman (fumetto)
Hitman è un personaggio immaginario protagonista di una omonima serie a fumetti edita negli Stati Uniti d'America dalla DC Comics, scritta da Garth Ennis e disegnata da John McCrea, durata 60 numeri dal 1996 al 2000. Caratteristiche di questo fumetto sono la violenza, lo humour nero e (occasionalmente) il romanticismo.

## Biografia del personaggio
Tommy Monaghan è un sicario della parte irlandese di Gotham City che uccide solo "gente cattiva". Viene morso da un alieno, evento che gli conferisce vista a raggi-x e la capacità di leggere le menti altrui telepaticamente. Diventa così "Hitman", un assassino specializzato nell'uccisione di metaumani. Tommy spesso soffre di dolori alla testa (dovuti a una botta) talmente forti da impedirgli di usare i suoi poteri. Inoltre raramente è stato ingaggiato per uccidere veri superumani (a parte pericolosi fuggitivi dal laboratorio di ricerche locale). Nonostante il personaggio si dia il nome in codice "Hitman" nella sua prima apparizione, si riferisce a sé stesso (e gli altri parlano di lui) con quel nome solo nel primo numero della serie; negli altri numeri ci si riferisce a lui solo con il suo nome di battesimo, anche se è stato chiamato talvolta "Hitman" in alcune apparizioni in altre serie. Affronta sia avversari realistici (la mafia, soldati britannici ecc.) che fantastici (pesci-zombi, vampiri, dinosauri ecc.).

## Storia editoriale
La serie esordì nel 1996 e venne pubblicata per 60 numeri fini al 2001.
Nonostante la sua natura bizzarra e spesso iconoclasta, la serie era strettamente intrecciata al DC Universe. Batman, il Joker, Lanterna Verde, Catwoman, Etrigan e Superman sono apparsi in alcune storie, e sono stati fatti di frequente riferimenti scherzosi ad avvenimenti dell'Universo della DC correnti (come i capelli lunghi di Superman). Ha anche preso parte a molti eventi DC, come L'ultima notte, One Million e Terra di nessuno. C'è stato persino un crossover con Lobo.
Secondo il suo autore il personaggio dovrebbe fare un'apparizione in un futuro ciclo di JLA Classified:
(Garth Ennis, da Millarworld)

### Pubblicazioni
- The Demon Annual n. 2 (1993)
- Batman Chronicles n. 4 (primavera 1996)
- Hitman nn. 1-60 (aprile 1996 - aprile 2001)
- Hitman Annual n. 1 (1997)
- Hitman n. 1,000,000 (novembre 1998)
- DCU Heroes Secret Files & Origins (febbraio 1999)
- Hitman/Lobo: That Stupid Bastich! (settembre 2000)
- JLA/Hitman nn. 1-2 (novembre-dicembre 2007)

### In lingua italiana
- Batman n. 40 (Play Press, febbraio 1997)
- Lobo nuova serie nn. 1-34 (Play Press, agosto 1997 - giugno 2000)
- Playmagazine n. 28 (Play Press, giugno 1998)
- Hitman TP voll. 1-6 (Play Press, settembre 2000 - dicembre 2001)
- Universo DC: Demon nn. 1-3 (Planeta DeAgostini, ottobre-dicembre 2007)
- Universo DC: Hitman nn. 1-3 (Planeta DeAgostini, maggio-luglio 2008)

## Premi e riconoscimenti
- Eisner Award 1997 per il miglior editor: Dan Raspler (per Kingdom Come, Hitman, The Spectre, Sergio Aragonés Destroys the DC Universe)
- Eisner Award 1998 per il miglior scrittore: Garth Ennis (per Hitman, Preacher, Unknown Soldier e Blood Mary: Lady Liberty)
- Eisner Award 1999 per il miglior albo singolo: Hitman n. 34, Of Thee I Sing (in Italia Di te io canto, pubblicato su Lobo nuova serie n. 30, febbraio 2000)
- National Comics Award 1997 per il miglior scrittore: Garth Ennis
- National Comics Award 1997 per il miglior fumetto nuovo (internazionale): Hitman
- National Comics Award 2001 per il miglior comprimario: Natt il Cappello

Da segnalare anche le seguenti storie, che hanno ricevuto un alto numero di voti nei Comic Buyer's Guide Fan Award per la migliore storia, rispettivamente nel 1999 e nel 2000:
- Hitman 1,000,000: To Hell with the Future (novembre 1998) (in Italia Al diavolo il futuro, su Lobo nuova serie n. 23, luglio 1999)
- Hitman 39/42: For Tomorrow (agosto - ottobre 1999) (in Italia Al domani, su Hitman TP n. 1, settembre 2000)

## Altri media

### Televisione
- Hitman è apparso in una breve scena nel primo episodio della serie animata Justice League Unlimited;
- successivamente è stato menzionato nell'episodio Double Date dal boss del crimine Steven Mandragora.